# تکنولوژیست رادیولوژی

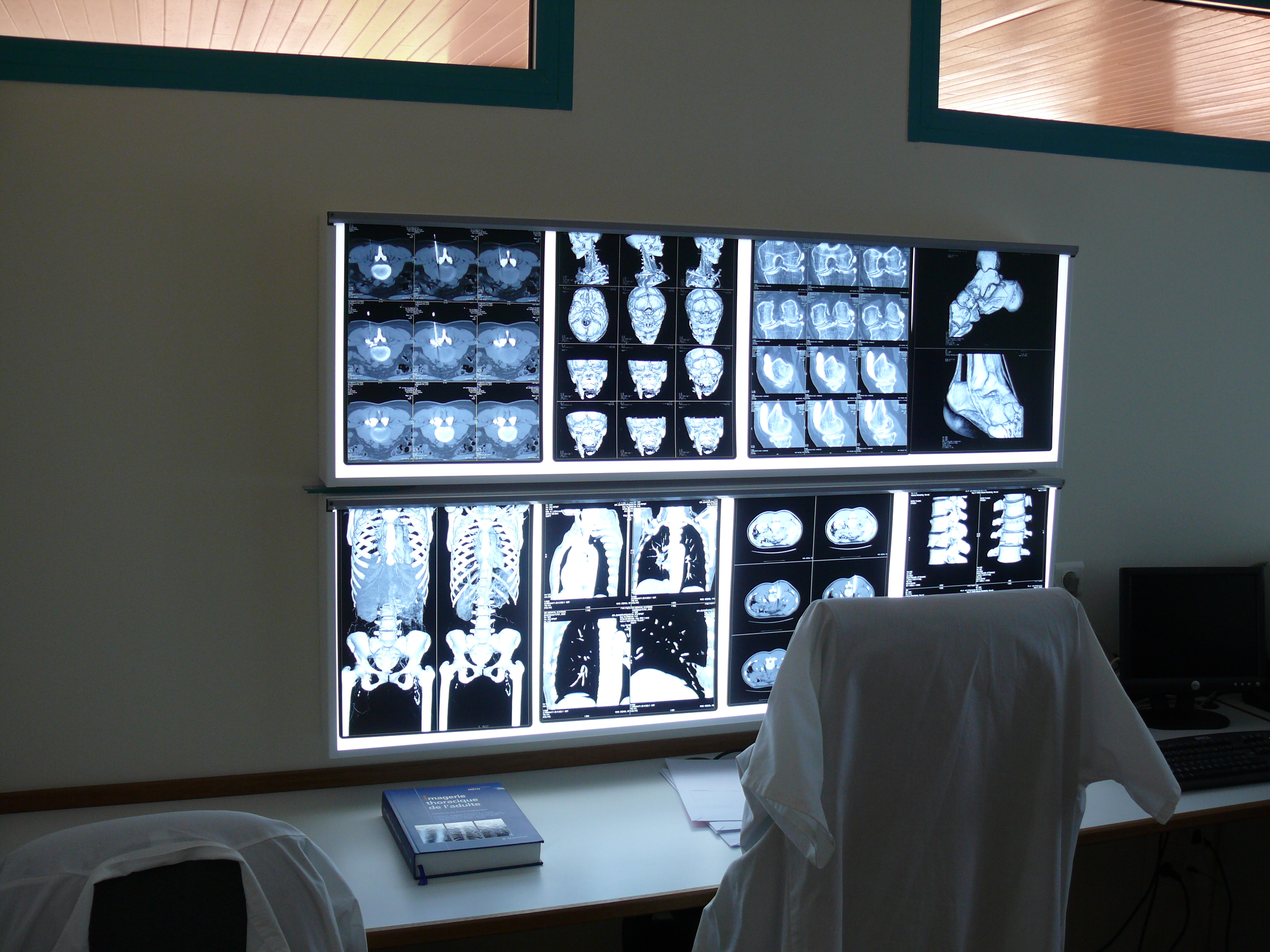

تکنولوژیست رادیولوژی (به انگلیسی: Radiology Technologist) به فارغ‌التحصیل در یک حرفهٔ بالینی به نام رادیولوژی گفته می‌شود.
تکنولوژیست رادیولوژی شخصی است که مستقیماً از بیمار تصویربرداری می‌کند، و تصاویر را برای پزشک (جهت تشخیص) می‌فرستد. در پرتودرمانی (رادیوتراپی)، وی به بیمار، طبق مشخصه و دُز تجویزشدهٔ فیزیست (متخصص فیزیک پزشکی) و آنکولوژیست، به بیمار پرتو می‌تاباند.
ادامهٔ تحصیل یا گذراندن دوره‌های تکمیلی در رشته تکنولوژی رادیولوژی انواع و اقسام دارند، همانند تکنولوژیست ام آر آی، تکنولوژیست پزشکی هسته‌ای (پت و اسپکت)، تکنولوژیست پرتودرمانی، و ... برای هر کدام، تکنولوژیست بایستی مراحل تحصیل و آزمون بورد گرایش مربوطه را گذرانیده باشد.
برای ورود به این رشته در اغلب کشورها، عموماً احتیاج به دو سال تحصیل (کاردانی یا فوق دیپلم) و در ایران ۴ سال (کارشناسی) می‌باشد.

## توضیح تکمیلی
کارشناس رادیولوژی شخصی است که ۴ سال دوره کارشناسی پرتوشناسی (لیسانس رادیولوژی - Bachelor of Radiology)را در دانشکده پیراپزشکی (پارامدیکال- Paramedical Fac.) گذرانده و فارغ‌التحصیل شود. پس از اخذ مدرک یا همزمان با تحصیلات دوره کارشناسی این شخص می‌تواند دوره‌های تکمیلی کار با سیستم‌های: سی‌تی‌اسکن، ام‌آر آی یا رادیوتراپی را گذرانده و به عنوان کارشناس تخصصی هر کدام در بخش مربوطه مشغول به کار شود. از ۳ سال قبل کارشناسی رشته پزشکی هسته‌ای و رادیوتراپی به‌طور مجزادر چند دانشگاه آغاز بکار کرده و فارغ‌التحصیلان این دو رشته در بخش‌های مربوطه در کنار شاغلین قدیمی کار خواهند کرد. در آینده در این بخشهاتنها کارشناسان تخصصی همان رشته‌ها شاغل خواهند بود.
ادامه تحصیل در مقطع کارشناسی ارشد برای کارشناسان رادیو لوژی در چند رشته ممکن است که فیزیک پزشکی یکی از آنها است. و در مرحله بعد دکنری فیزیک پزشکی خواهد بود.  سایر رشته‌های مقطع ارشد عبارت‌اند از: رادیوبیولوژی، ام‌آرآی، بیوفیزیک و ...
خطرات
.عدم جذب پرتو توسط لایه سربی که باعث سرطان پوست و لوسمی می گردد که بین رادیولوژیست ها شایع است
.ایجاد اوزون در اثر برخورد اشعه ایکس با هوا
. امکان نشت مواد سربی از دیوار و درب ها
. سمیت مواد ظهور و ثبوت در رادیولوژی سنتی در صورت تماس
. عدم تهویه مناسب بعلت قرار گیری مکان رادیولوژی در زیر زمین و امکان رشد الودگی های قارچی و باکتریایی
. نشت مولبیدن از اند دستگاه در صورت خرابی

## ارتباط پزشک و رادیولوژیست
همه درمانگران می‌توانند از دستگاه سونوگرافی به عنوان یک دستگاه کمک تشخیصی در مطب خود استفاده کنند. زمانی که تصمیم یک پزشک در مورد درمان بیمار بر اساس تشخیص خودش باشد عواقب پیش‌بینی نشده‌ای خواهد داشت. در صورتی که بر حسب اتفاق عارضه‌ای برای بیمار ایجاد شود، آن پزشک به شدت تنبیه می‌شود و به تعزیرات ارجاع داده می‌شود. این نکته بسیار اهمیت دارد که امر تشخیص را باید یک رادیولوژیست انجام دهد و در دادگاه‌های حقوقی، رادیولوژیست مسئول پاسخگویی است.
تمام متخصصین یک الی دو ماه در بخش رادیولوژی آموزش می‌بینند تا با اصول آن آشنا شوند اما این آموزش‌ها برای تشخیص همه‌جانبه و تخصصی کافی نیست. در حقیقت پزشکان می‌توانند از ابزارهای تشخیصی مانند سونوگرافی برای معاینه و کمک به تشخیص بیماری استفاده کنند اما نباید بابت آن پولی از بیمار دریافت شود.
با تصویب و اجرای قوانین، پزشکانی که علاقه‌مند به سرمایه‌گذاری در این حوزه هستند دستگاه سونوگرافی را برای مطب خود خریداری می‌کنند اما زمانی که می‌خواهند برای درمان بیمار تصمیم‌گیری کنند بر اساس نظر متخصص رادیولوژی درمان را انجام می‌دهند.
پزشک حق ندارد بیمار را پس از معاینه به خود ارجاع دهد. در واقع پزشک نباید شخصا سونوگرافی را انجام دهد و آن را تفسیر کند و بر اساس یافته‌های خودش بیمار را به سمت درمان بالینی یا جراحی ببرد. خود ارجاعی (self referral) از دو جهت مشکل دارد. اول اینکه احتمال خطای تشخیصی در خود ارجاعی بسیار زیاد است. دوم اینکه احتمال ارجاع بیمار به دلیل منافع اقتصادی بسیار بالا است.